# Eliot Ness

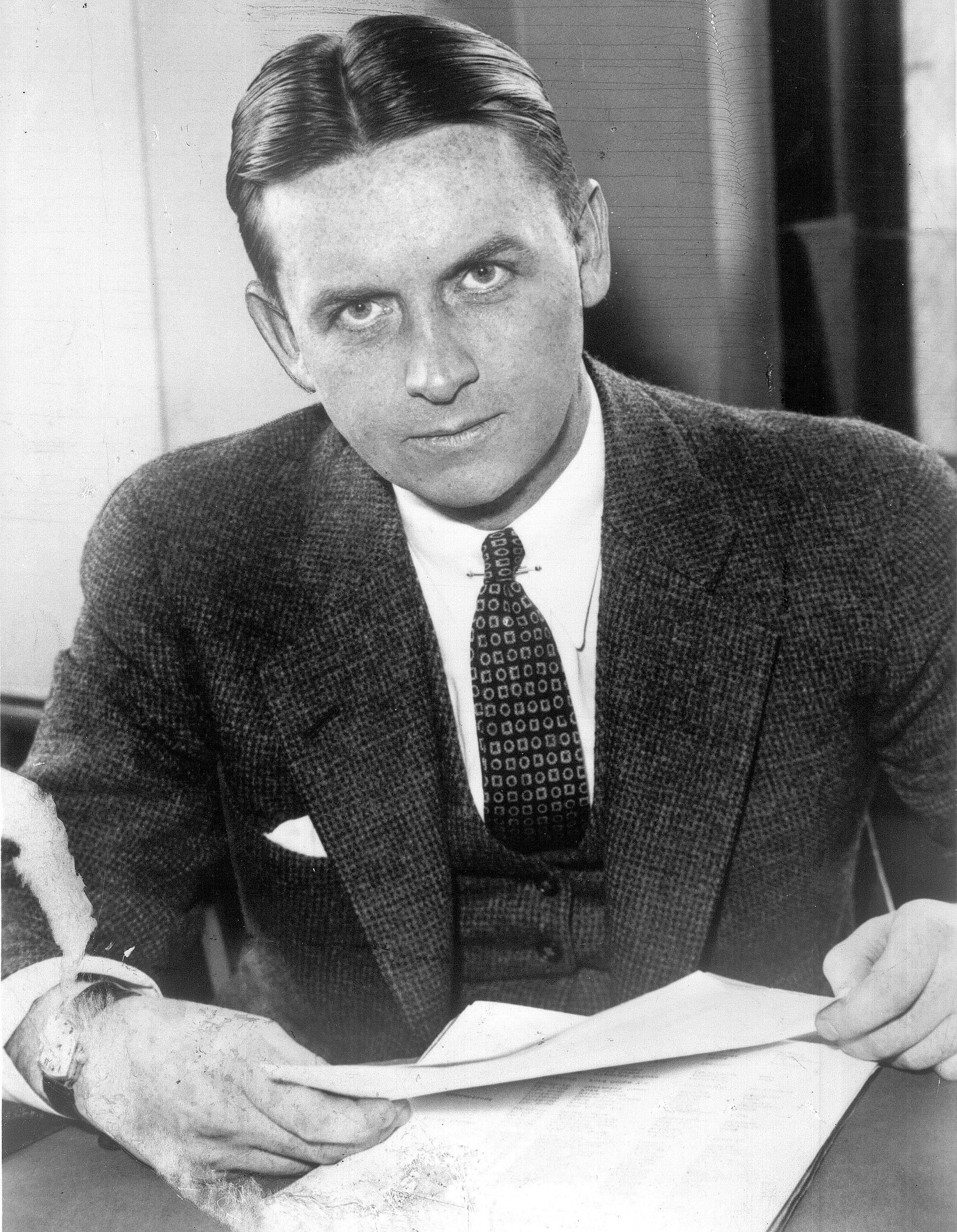
Eliot Ness. Fotot taget cirka 1933.

Eliot Ness, född 19 april 1903 i Chicago, död 16 maj 1957 i Coudersport, Pennsylvania, var en amerikansk kriminolog och tjänsteman i finansdepartementet under förbudstiden. Han var ledare för De omutbara, den specialgrupp som fällde Al Capone.
År 1987 gjordes en film med just titeln De omutbara där Kevin Costner spelade Ness. Detta blev för övrigt även skildrat i TV-serien The Untouchables (1959) med Robert Stack i huvudrollen som Ness och i TV-serien The Untouchables (1993) där Tom Amandes spelade Ness. Den förstnämnda TV-serien bygger på Ness självbiografiska bok The Untouchables (1957).

## Källa